# Melchior von Flüe
Melchior von Flüe (* vor 1556; † 1608 in Sachseln) war ein Schweizer Hauptmann und Ritter.
Melchior von Flüe war der Sohn des Niklaus von Flüe, Enkel des Hans von Flüe (* um 1447; † 25. Juli 1506), und Urenkel von Niklaus von Flüe (Bruder Klaus). Er war verheiratet mit Katharina Bächer aus dem Saanenland und Verena Seiler.
Von 1556 bis 1559 und von 1562 bis 1563 war Melchior von Flüe Landschreiber in Obwalden und von 1560 bis 1569 Hauptmann in französischen Diensten, wo er an den Hugenottenkriegen teilnahm.
Zwischen 1557 und 1577 war er mehrmals Tagsatzungsgesandter. Von 1564 bis 1565 war er Landvogt im Maggiatal und von 1593 bis 1594 in Baden.
Wegen Totschlags des Zimmermeisters Kaspar zum Bach 1571 wurde von Flüe verurteilt und von der Landsgemeinde 1572 begnadigt. Er stiftete zur Sühne 1573 die Kapelle St. Katharina in Sachseln. In Werbegeschäften verlor er sein ansehnliches Vermögen. Ab 1577 war er Ritter.